# 津田光男
津田光男（、1910年〈明治43年〉9月13日 - 没年不詳）は、日本の俳優。福島県出身。

## 人物
戦前から東宝の専属俳優として活動しており、戦前から戦時中は特に国策映画に、戦後はジャンルを問わず数多くの映画に出演した。特に本多猪四郎監督作品の常連であり、全部で18作に出演した。引き締まった顔立ちが特徴で、軍人などの制服役が多い。
1970年代半ば以降出演作品は確認されておらず、既に故人とされるが、没年月日・死因などは明らかでない。
東宝の俳優であった加藤茂雄は、津田はプライベートでもスーツを着てポケットに台本を入れているなど、昔ながらの俳優であったと述べている。
東宝の女優であった記平佳枝によれば、津田は台風で怖い思いをしたことからトラウマになっていたといい、台風が来る度に記平と岡豊夫妻の家に泊まりに来ていたと述懐している。

## 出演作品

### 映画
- チョコレートと兵隊（1938年 佐藤武監督）：渡辺一等兵
- 浪人吹雪（1939年 近藤勝彦監督）：潮田又之丞
- 忠臣蔵 前篇（1939年 滝沢英輔監督）：矢田五郎右衛門
- 忠臣蔵 後篇（1939年 山本嘉次郎監督）：矢田五郎右衛門
- 上海陸戦隊（1939年 熊谷久虎監督）：宮路一等看護兵
- 新篇 丹下左膳 隻眼の巻（1939年 中川信夫監督）：鈴木要之助[注釈 1]
- 海軍爆撃隊（1940年 木村荘十二監督）：山田二空曹
- 燃ゆる大空（1940年 阿部豊監督）：看視兵
- 指導物語（1941年 熊谷久虎監督）：機関士 志村
- 南海の花束（1942年 阿部豊監督）：乗務員
- 翼の凱歌（1942年 山本薩夫監督）[5]
- ハワイ・マレー沖海戦（1942年 山本嘉次郎監督）：鈴川二飛曹[7]
- 姿三四郎（1943年 黒澤明監督）：修道館門弟
- 決戦の大空へ（1943年 渡辺邦男監督）：班長
- 加藤隼戦闘隊（1944年 山本嘉次郎監督）[5]
- 幸運の仲間（1946年 佐伯清監督）：細井
- 幸運の椅子（1948年 高木俊朗監督）：観客の男
- 殿様ホテル（1949年 倉田文人監督）：銀行員
- 青い山脈（1949年 今井正監督）：与太者
  - 続青い山脈（1949年 今井正監督）：与太者
- 生きる（1952年 黒澤明監督）：都市計画部受付
- 天晴れ一番手柄 青春銭形平次（1953年 市川崑監督）：虎屋番頭
- 太平洋の鷲（1953年 本多猪四郎監督）：飛行隊長[7]
- お祭り半次郎（1953年 稲垣浩監督）：薬売り
- 幽霊男（1954年 小田基義監督）：本多支配人
- ゴジラシリーズ（本多猪四郎監督）
  - ゴジラ（1954年）：海上保安庁係官[5][4]、警察隊隊長[1][5][4]
  - キングコング対ゴジラ（1962年）：陸上自衛隊幹部[8][4]
  - モスラ対ゴジラ（1964年）：自衛隊幹部[1]（自衛隊士官[3]）
  - 三大怪獣 地球最大の決戦（1964年）：国会議員[9]、上野公園の野次馬[4]
  - 怪獣大戦争（1965年）：自衛隊員[10][4]
- 透明人間（1954年 小田基義監督）：クラブの客[11]
- おえんさん（1955年 本多猪四郎監督）：荷受人
- 帰ってきた若旦那（1955年 青柳信雄監督）：小池
- 乱菊物語（1956年 谷口千吉監督）
- 暗黒街（1956年 山本嘉次郎監督）：古谷組の若い者
- 囚人船（1956年 稲垣浩監督）：海上刑務所担当者
- 日蝕の夏（1956年 堀川弘通監督）：レフリー
- 殉愛（1956年 鈴木英夫監督）
- 空の大怪獣 ラドン（1956年 本多猪四郎監督）：航空自衛隊幕僚 武内[7][注釈 2]
- 「動物園物語」より 象（1957年 山本嘉次郎監督）：ラクダ係 井上
- 花嫁は待っている（1957年 青柳信雄監督）：川原宣伝次長
- 地球防衛軍（1957年 本多猪四郎監督）：代議士[13]
- 美女と液体人間（1958年 本多猪四郎監督）：警視庁幹部B[7]
- 続ちゃっきり金太（1958年 青柳信雄監督）：田舎侍
- 大怪獣バラン（1958年 本多猪四郎監督）：自衛隊幹部[14]
- 或る剣豪の生涯（1959年 稲垣浩監督）：発田孫兵衛
- 上役・下役・ご同役（1959年 本多猪四郎監督）：矢部俊吉
- 日本誕生（1959年 稲垣浩監督）：大和の兵[15]
- 宇宙大戦争（1959年 本多猪四郎監督）：空将[7]
- ハワイ・ミッドウェイ大海空戦 太平洋の嵐（1960年 松林宗恵監督）：花嫁の介添え[要出典]
- 駄々っ子亭主 続姉さん女房（1960年 丸山誠治監督）：医者
- 花のセールスマン 背広三四郎（1960年 岩城英二監督）：木下専務
- お姐ちゃんはツイてるぜ（1960年 筧正典監督）：レフリー
- 大坂城物語（1961年 稲垣浩監督）
- 用心棒（1961年 黒澤明監督）：清兵衛の子分
- モスラ（1961年 本多猪四郎監督）：オリオン丸船長[1]
- 野盗風の中を走る（1961年 稲垣浩監督）：米屋の亭主
- 続新入社員十番勝負 サラリーマン一刀流（1962年 岩城英二監督）：今泉専務
- 銀座の若大将（1962年 杉江敏男監督）：堀口
- 忠臣蔵 花の巻・雪の巻（1962年 稲垣浩監督）：畳屋政吉
- 太平洋の翼（1963年 松林宗恵監督）：作戦参謀[要出典]
- クレージー映画
  - クレージー作戦 先手必勝（1963年 久松静児監督）：パッチリカメラ社長
  - ホラ吹き太閤記（1964年 古澤憲吾監督）：織田家の武将
  - クレージーだよ奇想天外（1966年 坪島孝監督）：政府委員
- 海底軍艦（1963年 本多猪四郎監督）：防衛庁幹部B[7]
- 宇宙大怪獣ドゴラ（1964年 本多猪四郎監督）：防衛隊幹部[16]
- 陽のあたる椅子（1965年 川崎徹広監督）：業務課長
- 女が階段を上る時（1965年 成瀬巳喜男監督）：バーの客
- フランケンシュタイン対地底怪獣（1965年 本多猪四郎監督）：清水技師[1]
- フランケンシュタインの怪獣 サンダ対ガイラ（1966年 本多猪四郎監督）：士官C[7][4]
- 東宝8.15シリーズ
  - 連合艦隊司令長官 山本五十六（1968年 丸山誠治監督）
  - 日本海大海戦（1969年 丸山誠治監督）：艦隊参謀[要出典]
- 日本沈没（1973年 森谷司郎監督）
- 野獣死すべし 復讐のメカニック（1974年 須川栄三監督）：藤田綿吾

### テレビ
- ウルトラQ 第4話「マンモスフラワー」（1966年 梶田興治監督）：対策本部長